# Enikale
Enikale (ukrainsk: Єні-Кале; russisk: Еникале; tyrkisk: Yenikale; krimtatarisk: Yeñi Qale, også skrevet Yeni-Kale, Eni-Kale, Yeni-Kaleh og Yéni-Kaleb) er en ruin af en fæstning på kysten til Kertjstrædet ved byen Kertj på Krim.

## Historie
Enikale blev opført af de osmanniske tyrkere mellem 1699 og 1706 på Kertj-halvøen, der tilhørte Krim-khanatet. Navnet Yenikale betyder Nye Borg på tyrkisk (yeni - ny, kale - borg, slot). Fæstningen blev bygget under ledelse af Goloppo, en italiener, der var konverteret til Islam. Flere franske ingeniører deltog i konstruktionen af fæstningen.
Enikale havde kraftige kanoner og er placeret på et vigtigt strategisk sted ved kysten til Kertjstrædet. Udover krudtkamre og arsenaler rummede fæstningen beboelsesbygninger, badefaciliteter og en moske. Omkring 800 tyrkere og 300 krimtatarer  var udstationeret ved fæstningen. Enikales svage punkt var manglen på drikkevand i området, så der måtte opføres en kilometer lang vandforsyning. Enikale var tillige residens for pashaen.
Under den russisk-tyrkiske krig i 1768–1774 invaderede den russiske hær Krim i sommeren 1771. Selvom der var kommer forstærkninger fra Osmannerriget forinden, besluttede tyrkerne af forlade Enikale. Russiske enheder under general Nikolaj Borzov indtog fæstningen den 21. juni 1771. Den tyrkiske kommandant Abaza Muhammad Pasha flygtede til Sinope i Anatolien, hvor den sultan Mustafa 3. henrettede ham som følge af den militære fiasko.
Ved Küçük Kaynarca-traktaten i 1774 overdrog sultanen Kertj og Enikale til Rusland. Fæstningen blev i 1800-tallet anvendt af Rusland som militærhospital. Efter 1880'erne var fæstningen forladt. 
Ruinen er i dag et turistmål.

## Galleri
- Enikale
- Sydporten
- Enikales mur mod nord
- Enikale set fra kysten
- Enikale
- Østporten